# 哈爾基季基州
40°22′10″N 23°17′14″E / 40.3694997°N 23.287085°E

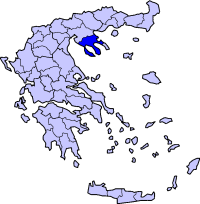
哈爾基季基州位置圖

哈爾基季基州（希臘語：Χαλκιδική, xalkʲiðiˈkʲi）是希臘的一個旧州，位于中马其顿大区。面積2917.877平方公里，在希臘的州份中排名第17位。人口109,587人，位列希臘各州中第33位。該州的首府所在地是波利伊羅斯。該州唯一在陸上接壤的州份是塞薩洛尼基州，另外该州与同位于哈尔基季基半岛的阿索斯山（为希腊的自治政体，不属于任何州或大区）接壤。
在2011年卡利克拉提斯改革方案中，希腊所有州份被取消。哈尔基季基州作为整体设立为哈尔基季基专区。